# Menthonnex-sous-Clermont
Ne doit pas être confondu avec Menthonnex-en-Bornes.
Pour les articles homonymes, voir Clermont.
Menthonnex-sous-Clermont est une commune française située dans le département de la Haute-Savoie, en région Auvergne-Rhône-Alpes.

## Géographie

### Communes limitrophes
Les communes voisines sont Chilly, Clermont, Versonnex, Thusy et Crempigny-Bonneguête.

### Géologie et relief
Altitude : 399 à 749 m (moyenne : 574 m). Mairie : 540 m.
La superficie de Menthonnex-sous-Clermont est de 10,14 km2 soit 1 014 hectares.
Coordonnées géographiques : latitude : 45° 58’ Nord, longitude : 5° 56’ Est.

### Hydrographie

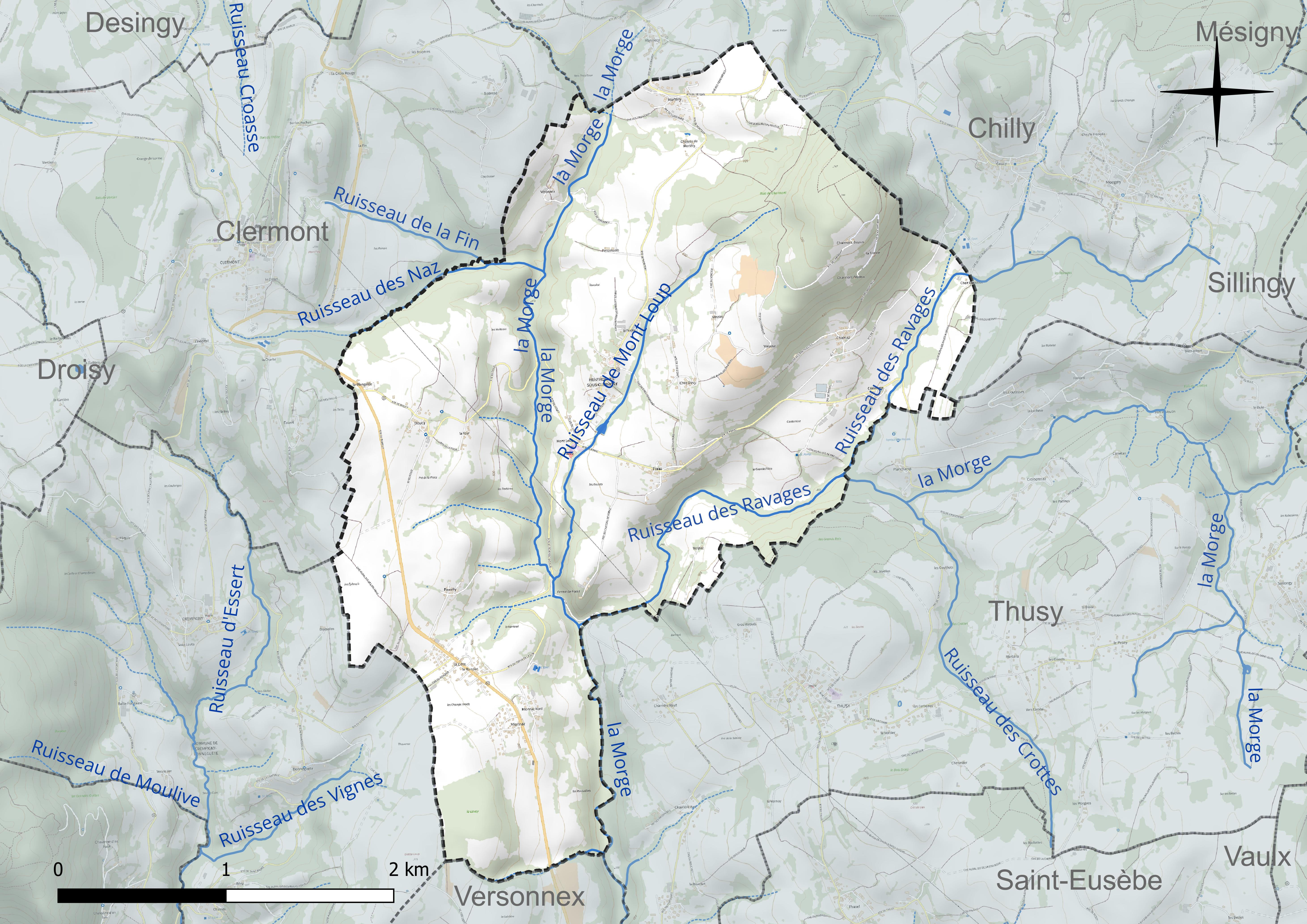
Carte hydrographique de la commune.

Le chevelu hydrographique est dense et s’articule autour de la rivière La Morge et de petits ruisseaux affluents. Cette rivière traverse le territoire communal du nord au sud, dans un large thalweg boisé, avec un lit de 2 à 3 m de large environ. La Morge est alimentée par le ruisseau des Ravages (Chilly, Thusy), par celui des Naz (Chilly, Clermont), celui de Mont Loup (Chilly, Clermont, Thusy) puis, plus au sud par les ruisseaux de Nulle et du Chatraz. Elle se jette dans le Fier sur la commune de Vallières après un parcours de 11 km environ.

## Urbanisme

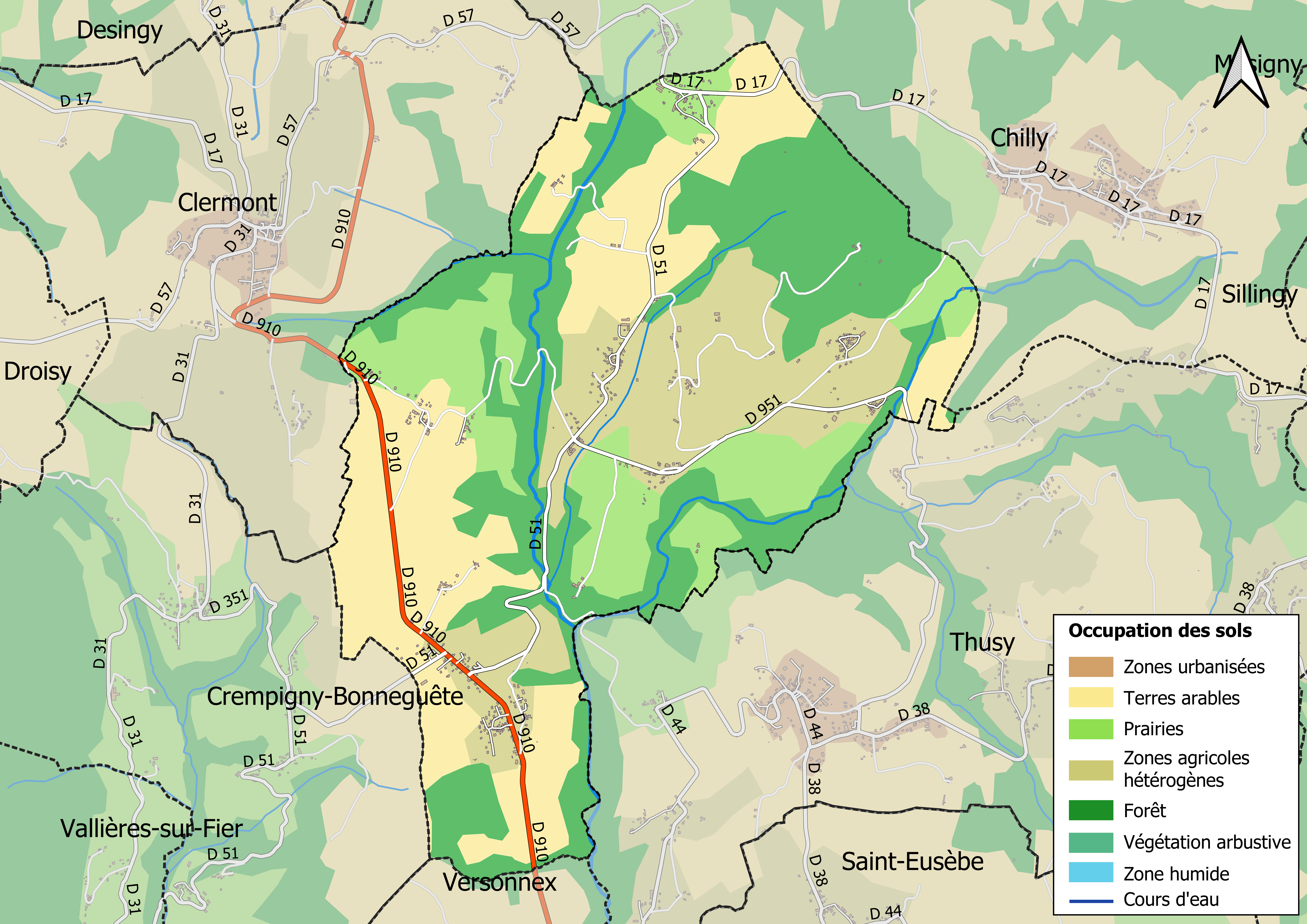
Carte des infrastructures et de l'occupation des sols en 2018 (CLC) de la commune.

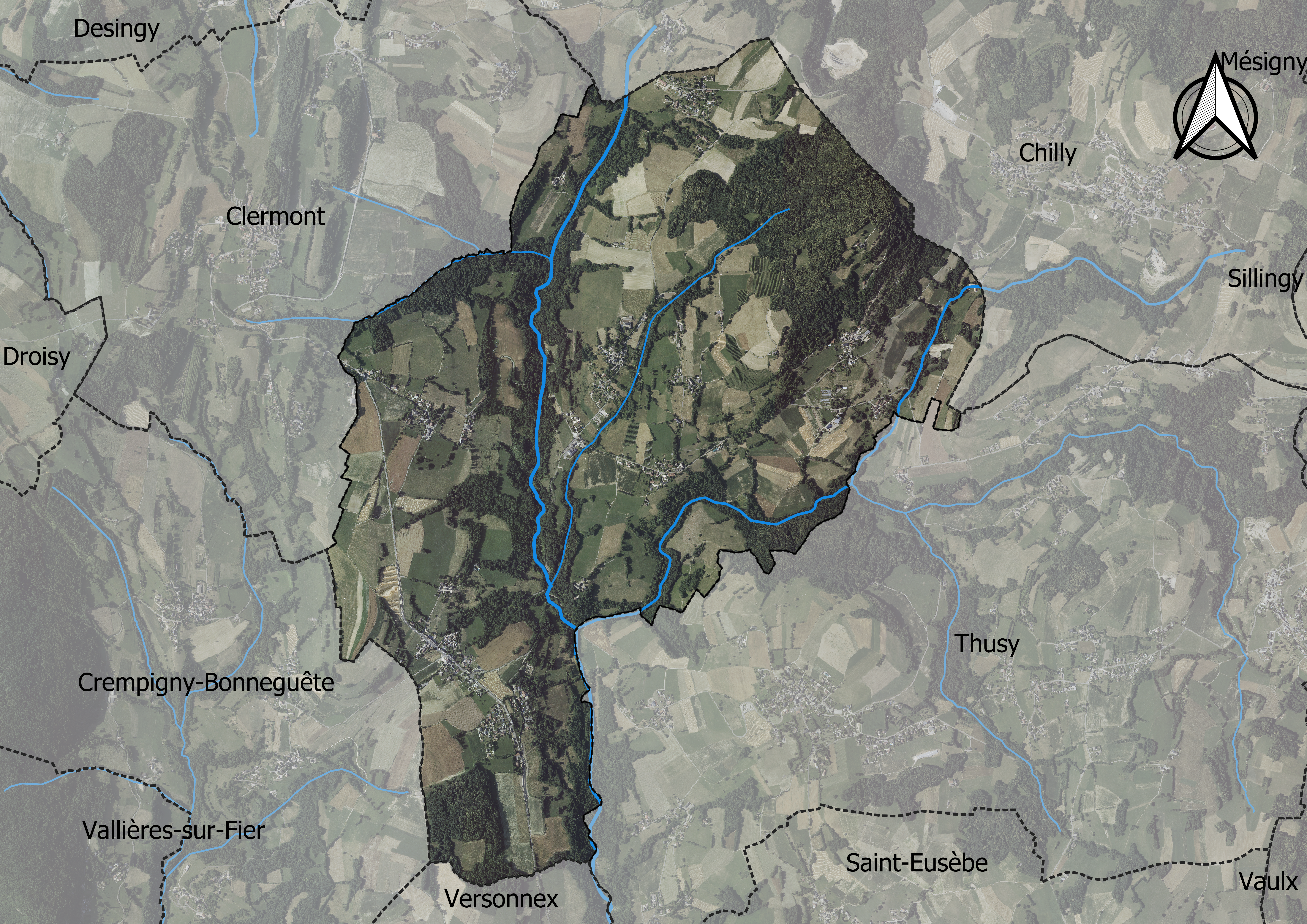
Carte orthophotogrammétrique de la commune.

### Typologie
Au 1er janvier 2024, Menthonnex-sous-Clermont est catégorisée commune rurale à habitat dispersé, selon la nouvelle grille communale de densité à sept niveaux définie par l'Insee en 2022.
Elle est située hors unité urbaine. Par ailleurs la commune fait partie de l'aire d'attraction d'Annecy, dont elle est une commune de la couronne,. Cette aire, qui regroupe 79 communes, est catégorisée dans les aires de 200 000 à moins de 700 000 habitants,.

### Occupation des sols
L'occupation des sols de la commune, telle qu'elle ressort de la base de données européenne d’occupation biophysique des sols Corine Land Cover (CLC), est marquée par l'importance des territoires agricoles (66,5 % en 2018), en augmentation par rapport à 1990 (65,1 %). La répartition détaillée en 2018 est la suivante : 
forêts (33,5 %), terres arables (29,4 %), zones agricoles hétérogènes (20,8 %), prairies (16,3 %).
L'IGN met par ailleurs à disposition un outil en ligne permettant de comparer l’évolution dans le temps de l’occupation des sols de la commune (ou de territoires à des échelles différentes). Plusieurs époques sont accessibles sous forme de cartes ou photos aériennes : la carte de Cassini (XVIIIe siècle), la carte d'état-major (1820-1866) et la période actuelle (1950 à aujourd'hui).

### Habitat et logement
En 2020, le nombre total de logements dans la commune était de 313, alors qu'il était de 299 en 2015 et de 277 en 2010.
Parmi ces logements, 88,8 % étaient des résidences principales, 7,9 % des résidences secondaires et 3,3 % des logements vacants. Ces logements étaient pour 94,3 % d'entre eux des maisons individuelles et pour 5,7 % des appartements.
Le tableau ci-dessous présente la typologie des logements à Menthonnex-sous-Clermont en 2020 en comparaison avec celle de la Haute-Savoie et de la France entière. Une caractéristique marquante du parc de logements est ainsi une proportion de résidences secondaires et logements occasionnels (7,9 %) inférieure à celle du département (23,7 %) et  à celle de la France entière (9,7 %). Concernant le statut d'occupation de ces logements, 86,5 % des habitants de la commune sont propriétaires de leur logement (88,2 % en 2015), contre 60,2 % pour la Haute-Savoie et 57,5 pour la France entière.
| Typologie                                               | Menthonnex-sous-Clermont | Haute-Savoie | France entière |
| ------------------------------------------------------- | ------------------------ | ------------ | -------------- |
| Résidences principales (en %)                           | 88,8                     | 69,8         | 82,1           |
| Résidences secondaires et logements occasionnels (en %) | 7,9                      | 23,7         | 9,7            |
| Logements vacants (en %)                                | 3,3                      | 6,5          | 8,2            |

## Toponymie
La forme ancienne la plus ancienne semble être Cura de Menthonay, d'après une visite épiscopale vers 1344, ainsi que les formes Mentunum et Mentonay, d'après le Régeste Genevois.
Le nom semble issu d'un primitif *Mentoniacum, dérivé avec le suffixe -acum. Sous-Clermont renvoie à la position par rapport à la commune de Clermont.
Le -ex final de Menthonnex ne se prononce pas, le nom se lit Menthonné.
En francoprovençal, le nom de la commune s'écrit Mintné-dzo-Klyarmon, selon la graphie de Conflans.

## Politique et administration

### Rattachements administratifs et électoraux

#### Rattachements administratifs
La commune se trouve depuis 1933 dans l'arrondissement de Saint-Julien-en-Genevois du département de la Haute-Savoie.
Elle faisait partie depuis 1816 du mandement puis du  canton de Seyssel. Dans le cadre du redécoupage cantonal de 2014 en France, cette circonscription administrative territoriale a disparu, et le canton n'est plus qu'une circonscription électorale.

#### Rattachements électoraux
Pour les élections départementales, la commune fait partie depuis 2014 du canton de Saint-Julien-en-Genevois
Pour l'élection des députés, elle fait partie de la quatrième circonscription de la Haute-Savoie.

### Intercommunalité
Menthonnex-sous-Clermont était membre de la petite communauté de communes du pays de Seyssel, un établissement public de coopération intercommunale (EPCI) à fiscalité propre créé fin 2002  et auquel la commune avait transféré un certain nombre de ses compétences, dans les conditions déterminées par le code général des collectivités territoriales.
Dans le cadre des dispositions de la loi portant nouvelle organisation territoriale de la République du 7 août 2015, qui prévoit que les établissements publics de coopération intercommunale (EPCI) à fiscalité propre doivent avoir un minimum de 15 000 habitants, cette intercommunalité a fusionné avec sa voisine pour former, le 1er janvier 2017, la communauté de communes Usses et Rhône, dont est désormais membre la commune.

### Liste des maires
| Période                                  | Période                        | Identité        | Étiquette | Qualité                                                                 |
| ---------------------------------------- | ------------------------------ | --------------- | --------- | ----------------------------------------------------------------------- |
| Les données manquantes sont à compléter. |                                |                 |           |                                                                         |
| mars 2001                                | juillet 2020                   | Jean Viollet    |           | Salarié chez SNR                                                        |
| juillet 2020                             | juin 2023                      | Florence Pozzo  |           | employée retraitée Mandat écourté par la démission du conseil municipal |
| septembre 2023,                          | En cours (au 30 novembre 2023) | Didier Galmiche |           | Artisan                                                                 |

## Population et société

### Démographie
L'évolution du nombre d'habitants est connue à travers les recensements de la population effectués dans la commune depuis 1793. Pour les communes de moins de 10 000 habitants, une enquête de recensement portant sur toute la population est réalisée tous les cinq ans, les populations de référence des années intermédiaires étant quant à elles estimées par interpolation ou extrapolation. Pour la commune, le premier recensement exhaustif entrant dans le cadre du nouveau dispositif a été réalisé en 2007.

En 2022, la commune comptait 785 habitants, en évolution de +12,95 % par rapport à 2016 (Haute-Savoie : +6,01 %, France hors Mayotte : +2,11 %).
| 1793 | 1800 | 1806 | 1822 | 1838 | 1848 | 1858 | 1861 | 1866 |
| ---- | ---- | ---- | ---- | ---- | ---- | ---- | ---- | ---- |
| 512  | 534  | 662  | 718  | 844  | 943  | 954  | 931  | 967  |

| 1872 | 1876 | 1881 | 1886  | 1891 | 1896 | 1901 | 1906 | 1911 |
| ---- | ---- | ---- | ----- | ---- | ---- | ---- | ---- | ---- |
| 946  | 930  | 964  | 1 032 | 972  | 952  | 820  | 774  | 754  |

| 1921 | 1926 | 1931 | 1936 | 1946 | 1954 | 1962 | 1968 | 1975 |
| ---- | ---- | ---- | ---- | ---- | ---- | ---- | ---- | ---- |
| 649  | 612  | 561  | 565  | 519  | 442  | 383  | 327  | 296  |

| 1982 | 1990 | 1999 | 2006 | 2007 | 2012 | 2017 | 2022 | - |
| ---- | ---- | ---- | ---- | ---- | ---- | ---- | ---- | - |
| 315  | 393  | 509  | 590  | 602  | 643  | 715  | 785  | - |

## Économie
L'activité principale de la commune est l'agriculture (élevage d'ovins et de bovins), production de lait, de fruits et de légumes.

## Culture locale et patrimoine

### Lieux et monuments

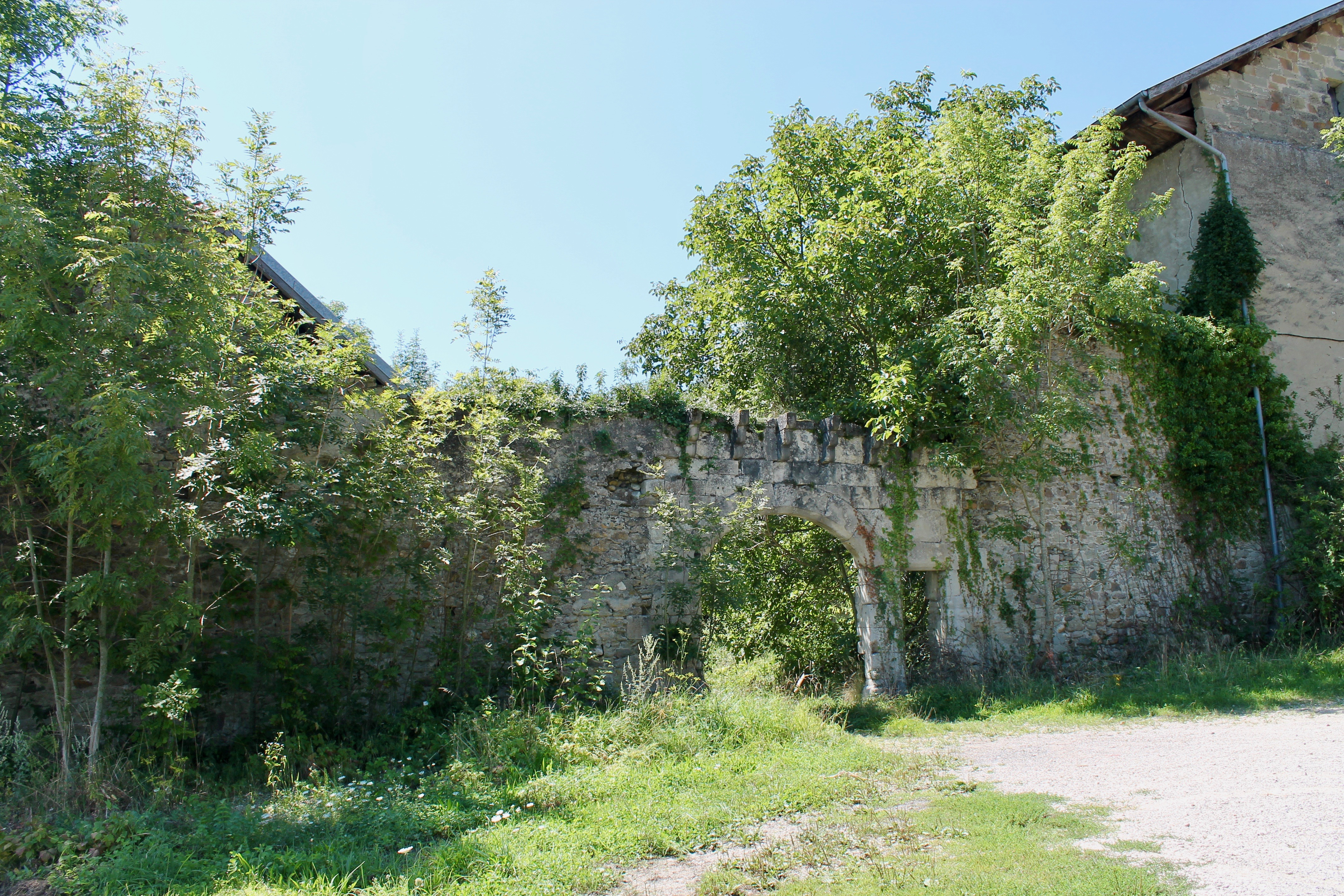
Ruines de la maison forte de Mionnaz.

- La maison forte de Mionnaz (début du XIVe siècle).
- Le château de Doucy.
- Le Château de Mortery.
- L'église.
- Le cimetière.